# 阿蘇広域行政事務組合

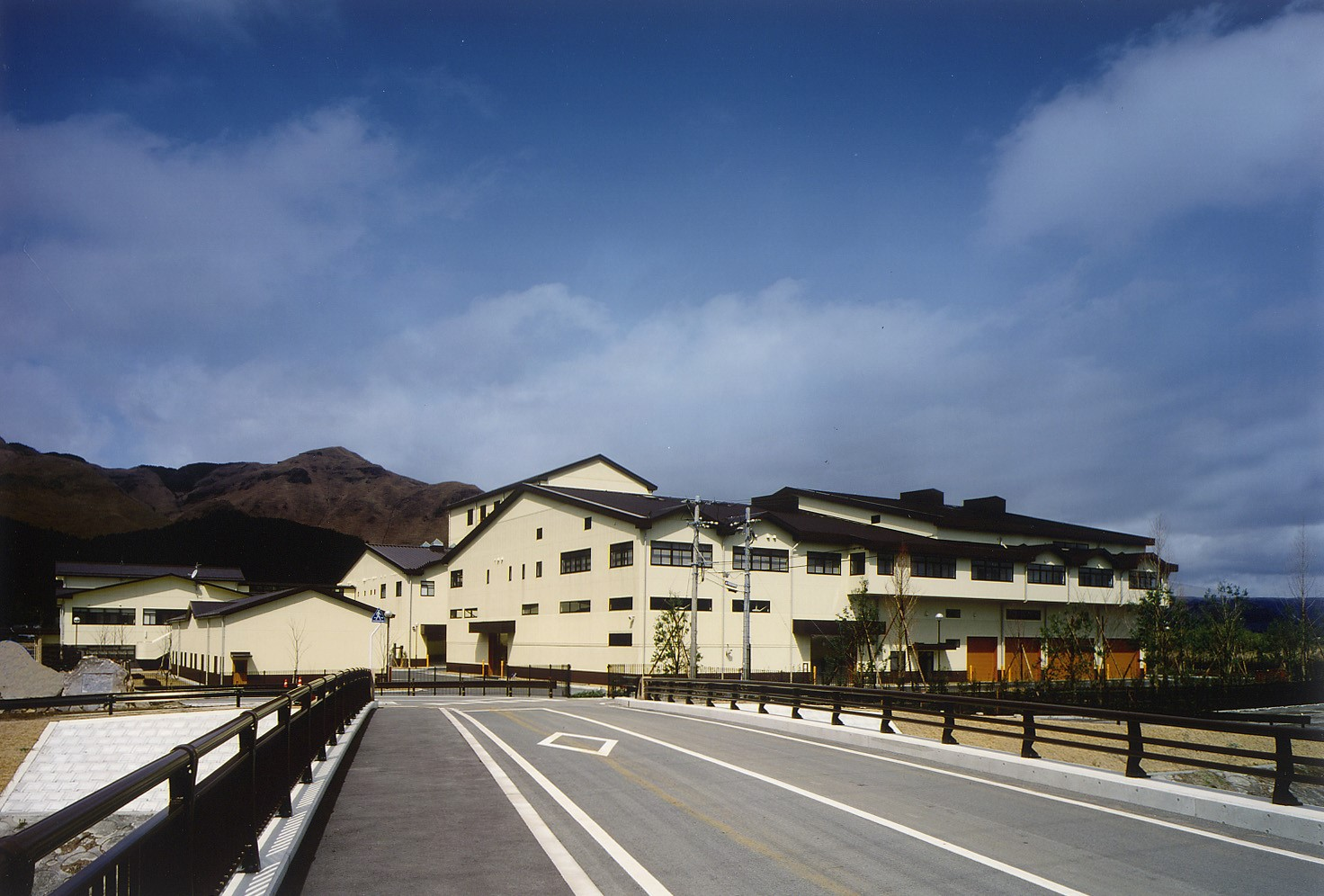
阿蘇広域行政事務組合・大阿蘇環境センター未来館

阿蘇広域行政事務組合（あそこういきぎょうせいじむくみあい）は、熊本県の北部に位置する一部事務組合（特別地方公共団体）である。
1988年（昭和63年）4月1日に設立された。阿蘇市の1市と阿蘇郡の南小国町・小国町・産山村・高森町・南阿蘇村・西原村の3町3村（発足当初は6町6村）で構成される。
西原村については消防業務に関して隣の上益城郡益城町と熊本市消防局に事務委託をして消防行政を行っており、また益城町、嘉島町と合同でごみ処理施設や火葬場施設の設置及び管理をするため益城・嘉島・西原環境衛生施設組合を組織している。

## 構成自治体（発足当初）
現在の阿蘇市（阿蘇郡一の宮町・阿蘇町・波野村）、南小国町、小国町、産山村、高森町、現在の南阿蘇村（白水村・久木野村、長陽村）、西原村

## 事務局
| 事務局                     | 住所                |
| -------------------------- | ------------------- |
| 大阿蘇環境センター未来館内 | 阿蘇市跡ヶ瀬177番地 |

### 共同処理する事務
- 消防に関する事務
- 火薬類取締法等に基づく事務
- 一般廃棄物処理業の許可
- 一般廃棄物の収集運搬処分
- 一般廃棄物処理施設の設置及び管理運営
- 浄化槽清掃業の許可
- 火葬施設の設置及び管理運営
- 介護認定審査会の事務
- 障害支援区分認定審査会の事務
- 養護老人ホームの設置及び管理運営
- 特別養護老人ホームの設置及び管理運営
- 短期入所生活介護等の事務

## 常備消防事務

### 概要

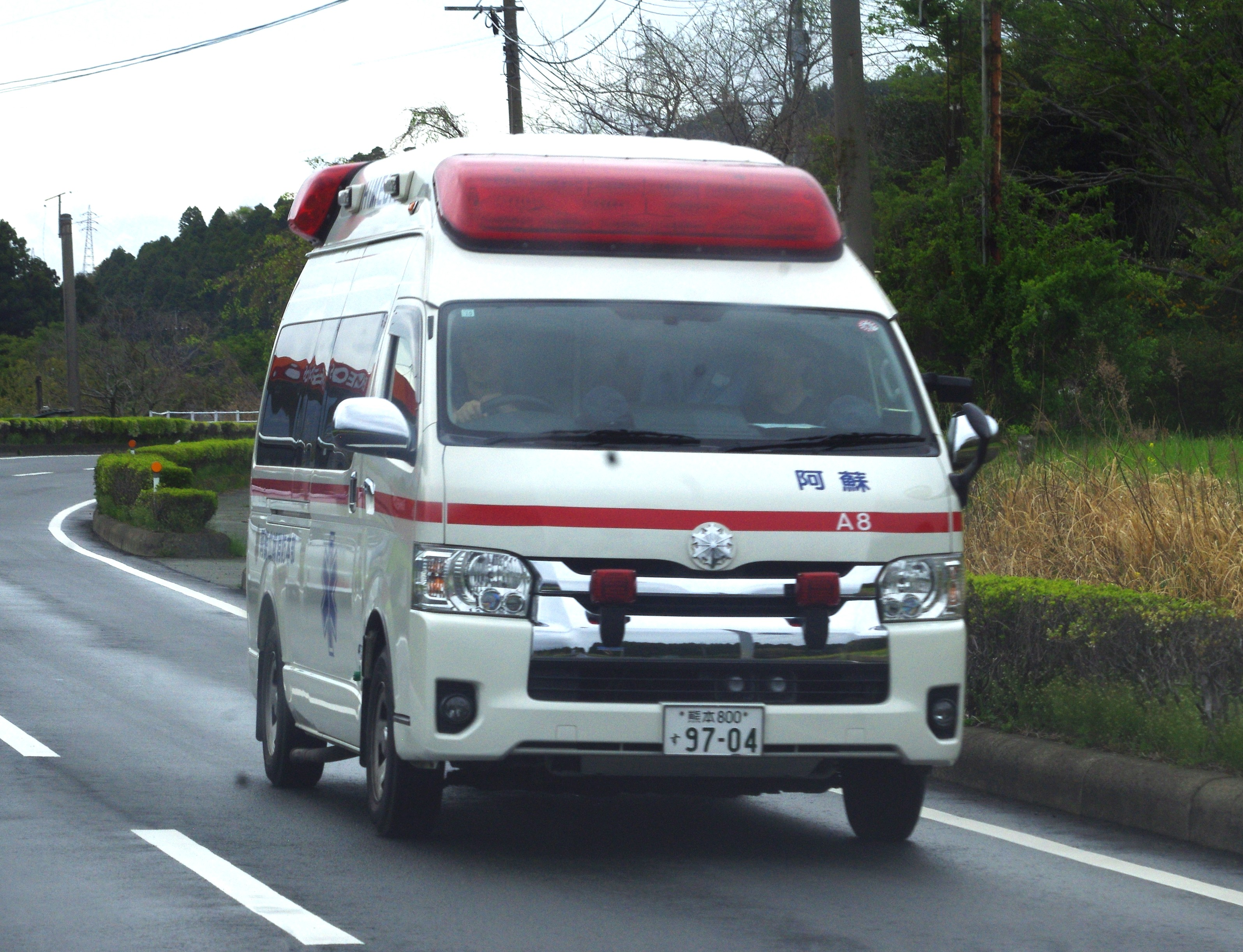
南部分署の救急車
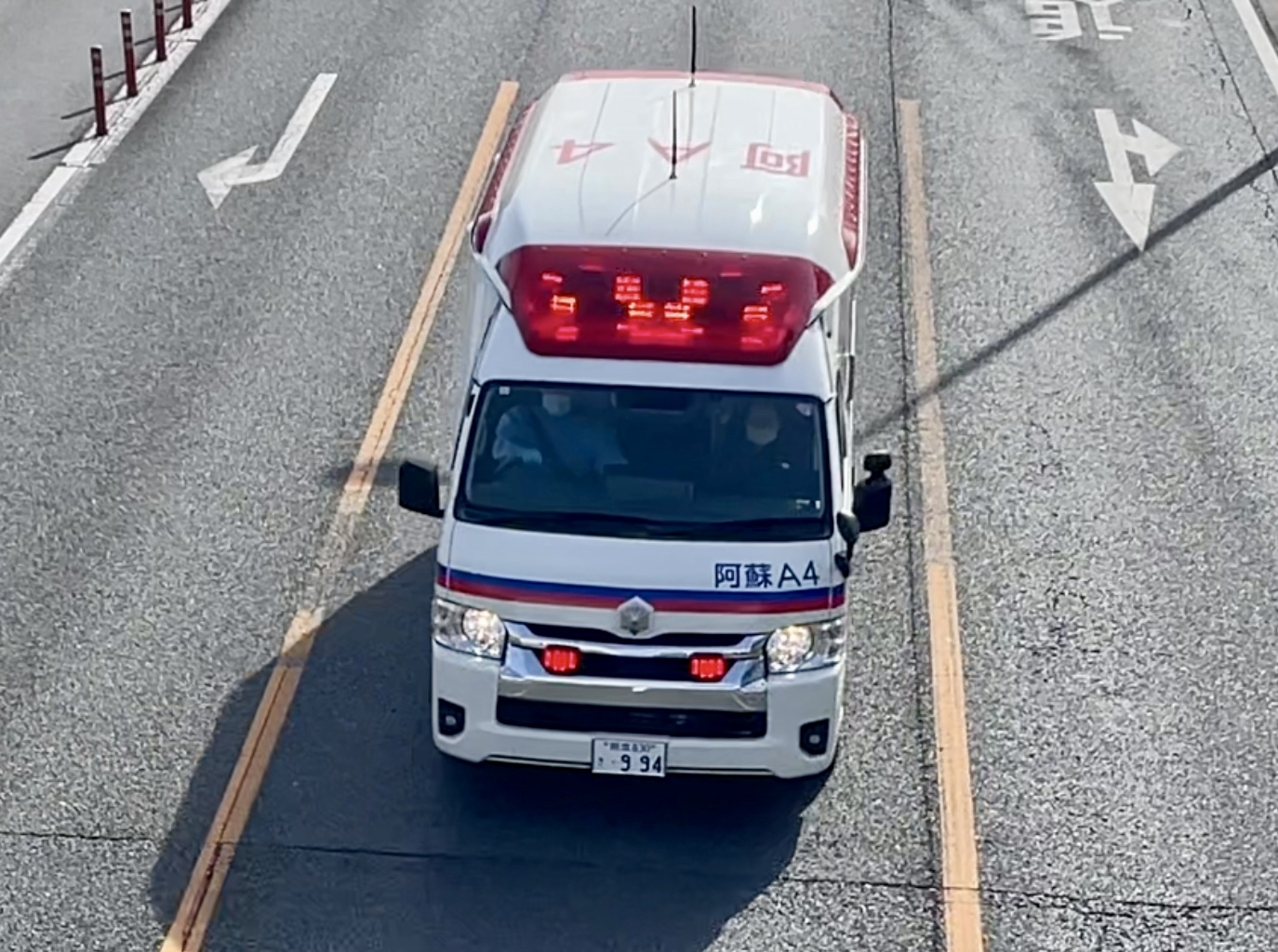
産山波野分駐所の救急車
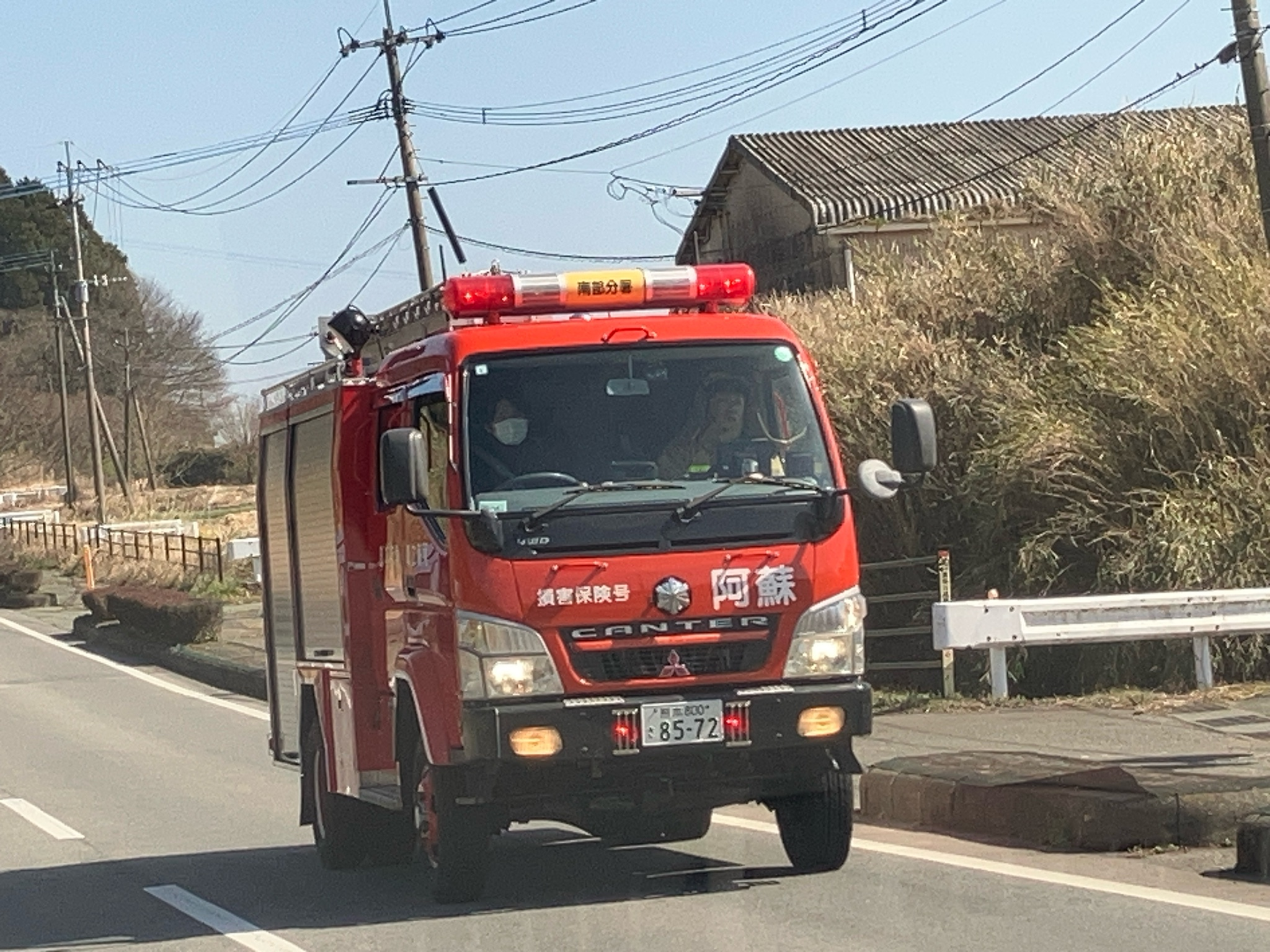
南部分署のポンプ車

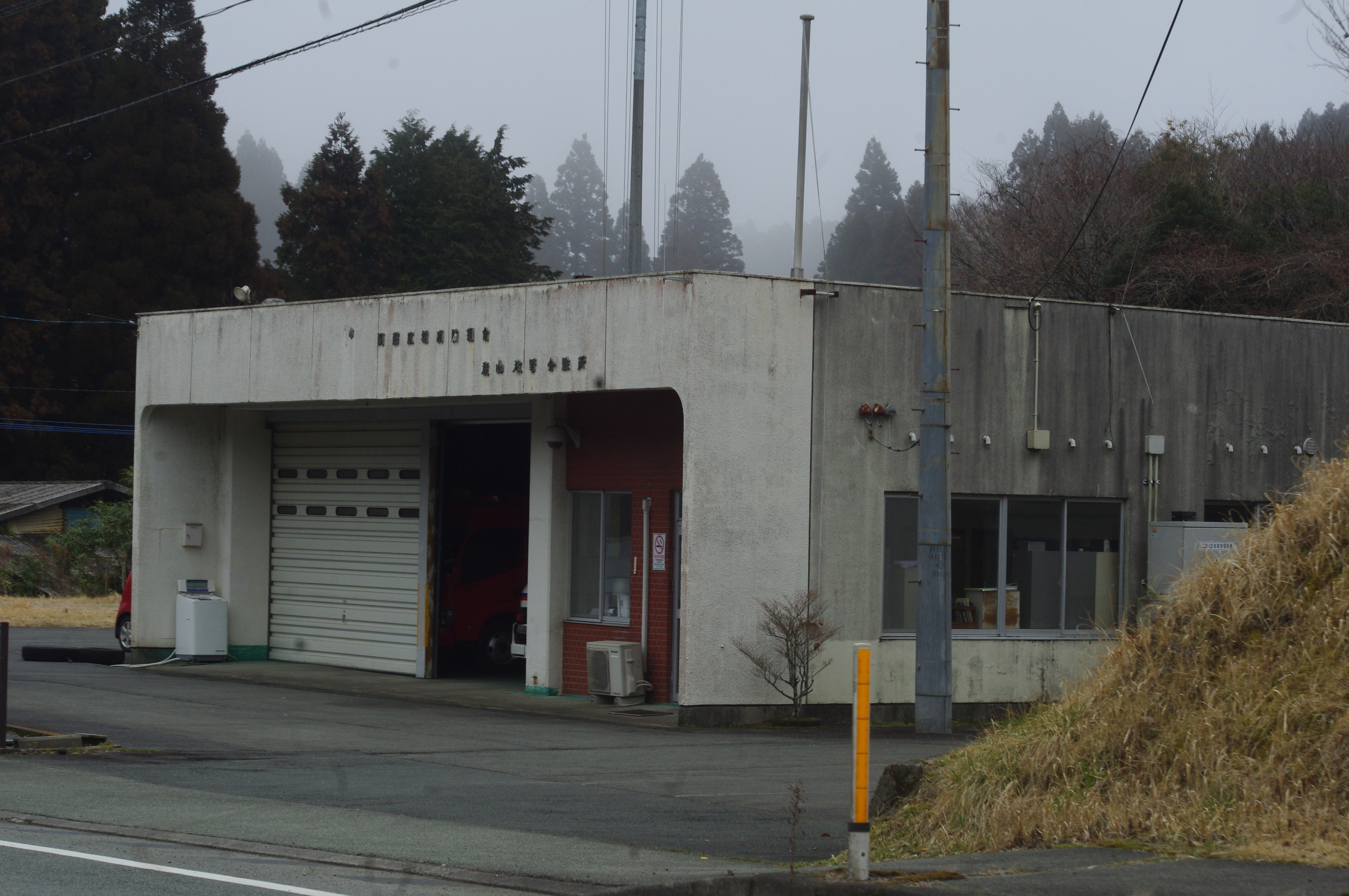
産山波野分駐所

- 消防本部：阿蘇市黒川1423-1
- 管内面積：1002.33㎞
- 職員数：129人
- 消防署1か所、分署2か所、分駐署2か所
- 主力機械（2024年4月1日現在）
  - 屈折はしご消防車：1
  - 消防ポンプ自動車：５
  - 水槽付き消防ポンプ自動車：３
  - 救助工作車：１
  - 小型救助車：１
  - 指揮車：1
  - 指令車：1
  - 資機材搬送車：1
  - 高規格救急車：8    - 南部分署の救急車
    - 産山波野分駐所の救急車
    - 南部分署のポンプ車

### 消防署
| 消防署     | 住所             | 分署                                                                         | 分駐所                                                                             |
| ---------- | ---------------- | ---------------------------------------------------------------------------- | ---------------------------------------------------------------------------------- |
| 中部消防署 | 阿蘇市黒川1423-1 | 北部：阿蘇郡小国町宮原字下湯原1818-1 南部：阿蘇郡南阿蘇村大字吉田字一本杉999 | 野尻草部：阿蘇郡高森町大字中字鶴338-4 産山波野：阿蘇市波野大字小地野字南笹倉1111-2 |

## 行政
- 管理者：代表構成市町村長
- 副管理者：その他構成市町村長
- 組合議会 23人（構成市町村議会議員で構成）